# Xã Hurricane, Quận Carroll, Missouri
Xã Hurricane (tiếng Anh: Hurricane Township) là một xã thuộc quận Carroll, tiểu bang Missouri, Hoa Kỳ. Năm 2010, dân số của xã này là 701 người.